# Турјак (Вишеград)
Турјак је насељено мјесто у општини Вишеград, Република Српска, БиХ. Према попису становништва из 1991. у насељу је живјело 29 становника.

## Становништво
Према попису становништва из 1991. године, место је имало 29 становника. Сви становници су били Муслимани 